# Nowosady (Lisięcice)
Nowosady (niem. Neustift) – przysiółek wsi Lisięcice w Polsce, położony w województwie opolskim, w powiecie głubczyckim, w gminie Głubczyce.
W latach 1975–1998 przysiółek należał administracyjnie do województwa opolskiego.

## Nazwa
1 października 1948 r. nadano miejscowości, będącej wówczas administracyjnie związanej z Lisięcicami, polską nazwę Nowosady.